# 神明村 (富山県)
神明村（しんめいむら）は、かつて富山県婦負郡にあった村。

## 沿革
- 1889年（明治22年）4月1日 - 町村制の施行により、婦負郡庄高田村、有沢村、下野村の区域の一部、寺町村の区域の一部、鵯島村の区域の一部、上新川郡羽根村、高田村及び高田新村の区域をもって、婦負郡神明村が発足する。村役場は当初、鵜坂村との合併に反対していた有沢村に配慮し、有沢村に置かれていた[3]。
- 1891年（明治24年） - 村役場が小学校敷地内に併設となる[4]。
- 1940年（昭和15年）9月1日 - 富山市に編入する。

## 村名の由来
村名は、有沢村、高田村、庄高田村、羽根村に神明社が存在していたことや、神通川の『神』をも取り入れて、神聖で明るく村民の帰依により将来、大きく巣立っていく村としての願いや誓いからも命名したものと言われている。

## 歴代村長
出典→
1. 野尻源治
2. 稲垣覚太郎
3. 高柳助一郎
4. 池田市十郎
5. 藤田仁三郎
6. 岡本甚太郎